# 799 TCN
799 TCN là một năm trong lịch La Mã.